# Dariusz Wosz
Dariusz Wosz est un footballeur international allemand né le 8 juin 1969 à Katowice en Pologne. Il jouait au poste de meneur de jeu.

## Biographie
Formé au Hallescher FC, appelé à cette époque Hallescher FC Chemie, Dariusz Wosz débute en équipe première lors de la saison 1986-1987. Il s'impose assez rapidement au point d'obtenir dès 1989 une sélection en équipe nationale de RDA. Lors de la saison 1991-1992 les championnats de RDA et RFA sont fusionnés et son club se retrouve en seconde division. Ça ne l'empêche pas de disputer brièvement la coupe de l'UEFA cette saison-là.
Il signe néanmoins à l'ouest en Bundesliga lors de l'été 1992 et plus précisément au Vfl Bochum. Il y reste pendant six ans et connait les joies de la sélection Allemande réunifiée à partir de 1997. Un beau parcours en coupe de l'UEFA 1997-1998 avec une élimination en huitième de finales par l'Ajax Amsterdam égaye également son parcours à Bochum.
En 1998 il rejoint le Hertha Berlin et obtient dès sa première saison une belle troisième place en championnat. Il participe donc à la ligue des champions la saison suivante où le club est éliminée en deuxième phase de poule. À la suite de ses bonnes performances dans la capitale il est retenu dans les 22 Allemands pour l'Euro 2000. Malheureusement pour lui c'est un fiasco collectif avec une élimination dès le premier tour (deux défaites face à l'Angleterre et le Portugal et un nul face à la Roumanie) et une désillusion individuelle puisqu'il ne joue pas une seule minute.
En 2001 il choisit de retourner au Vfl Bochum où il mettra un terme à sa carrière professionnelle à la fin de la saison 2006-2007. À 38 ans il n'abandonne pas le football pour autant puisqu'il joue encore pendant deux ans dans le club amateur du SC Union Bergen. Il est actuellement toujours lié au Vfl Bochum où il occupe le poste d'entraineur des moins de 19 ans. Il a même assuré un court intérim à la fin de la saison 2009-2010 à la suite du remplacement de  Heiko Herrlich le 29 avril 2010.